# Astrid Hohl
Astrid Hohl –nombre de casada Astrid Ayling– (Aquisgrán, 9 de diciembre de 1951) es una deportista alemana, nacionalizada británica, que compitió en remo.
Ganó una medalla de plata en el Campeonato Mundial de Remo de 1974 y dos medallas de bronce en el Campeonato Europeo de Remo, en los años 1971 y 1973.

## Palmarés internacional
| Representando a la RFA |                        |                   |             |
| Campeonato Mundial     |                        |                   |             |
| Año                    | Lugar                  | Medalla           | Prueba      |
| 1974                   | Lucerna (Suiza)        | Medalla de plata  | Doble scull |
| Campeonato Europeo     |                        |                   |             |
| Año                    | Lugar                  | Medalla           | Prueba      |
| 1971                   | Copenhague (Dinamarca) | Medalla de bronce | Doble scull |
| 1973                   | Moscú (URSS)           | Medalla de bronce | Doble scull |